# Rigoletto (film 1918)
Rigoletto o Il re si diverte (Der König amüsiert sich) è un film muto austriaco del 1918 diretto da Jacob Fleck e Luise Fleck.

## Trama
È basato sull'opera teatrale “Il re si diverte” del 1832 dello scrittore francese Victor Hugo.

## Produzione
Per ricreare l'aspetto della Parigi all'inizio del XVI secolo, le riprese in esterni si sono svolte presso il neogotico Municipio di Vienna.

## Distribuzione
Il film venne distribuito il 1º febbraio 1918.